# Kinect
Kinect, initialement connu sous le nom de code Project Natal, est un périphérique destiné au matériel Microsoft avec la Xbox 360 pour la V1 et la Xbox One et Windows depuis la V2 permettant de contrôler une interface sans utiliser de manette. Il a été conçu par Microsoft en septembre 2008.
Le mot-valise « Kinect » est issu des mots anglais « kinetic » (qu'on peut traduire par « cinétique ») et « connect » (qu'on peut traduire par « connecter »),. La sortie européenne a eu lieu le 10 novembre 2010.
Le 5 janvier 2011, deux mois après sa sortie, Microsoft annonce avoir vendu 8 millions de Kinect, dont un million en seulement 10 jours. Le 11 mars 2011, Kinect entre au Livre Guinness des records comme étant « l'accessoire high-tech le plus vendu dans un court laps de temps » avec 10 millions d'unités vendues, soit une moyenne de 130 000 Kinect vendus chaque jour à travers le monde.
Les ventes se sont ensuite érodées, jusqu'à ce que Microsoft décide de ne pas intégrer de port Kinect dans la Xbox One S sortie en août 2016. Finalement, en octobre 2017, le fabricant annonce l'arrêt du développement et de la production de Kinect.

## Présentation du concept
Il s’agit d’une caméra utilisant des techniques d'interaction développées par la société israélienne PrimeSense, longtemps nommée par le nom de code du projet, « Project Natal », elle a été officialisée juste avant l'E3 sous le nom Kinect. Elle est basée sur un périphérique d’entrée branché sur la console Xbox 360 qui permet d'interagir par commande vocale (pas disponible au lancement en France), reconnaissance de mouvement et d'image.
On peut ainsi jouer sur des jeux spécialement développés pour le projet, donc sans aucune manette ni périphérique autre que son propre corps. Cette détection de mouvements sans périphériques était déjà présente dans l’EyeToy de Sony. Cette technologie est destinée au grand public avec une expérience proche des party games de la Wii. La technique a été annoncée lors du salon de l’E3 2009. Il est vendu avec Kinect Adventures, pour un prix d'environ 150 euros. De plus, deux packs avec Kinect, Kinect Adventures et une XBox360 S sont disponibles : un pack Xbox 360 4 Go incluant Kinect pour 299 euros, et un autre pack Xbox 360 (Édition Limitée) 250 Go, à 349 euros.
Le 21 octobre 2010, Microsoft dévoile la première publicité officielle de son nouveau périphérique, montrant à quel point la firme vise le grand public. Le géant de l'informatique a confirmé dépenser plus de 500 millions de dollars en marketing pour s'assurer de toucher au maximum la population. En ajoutant les 500 millions du lancement du Windows Phone 7 (WP7), l'entreprise va ainsi débourser plus d'1 milliard uniquement pour de la communication, et ce, en 2 mois. L'objectif de vente est fixé à 5 millions d'unités avant la fin de l'année.
Initialement hostile au portage du Kinect sur les PC, la société Microsoft a finalement changé d'avis et a introduit Kinect V2 pour Windows 7 au 1er février 2012. Pour un prix sensiblement supérieur[réf. souhaitée], cette version pour PC inclut de nouvelles fonctionnalités (par exemple le capteur a été repensé pour fonctionner à partir d’une distance de 50 cm. Kinect pour Windows inclut un kit de développement afin de permettre aux développeurs de créer leurs propres applications.

## Caractéristiques
- Capteur :
  - Lentilles détectant la couleur et la profondeur
  - Micro à reconnaissance vocale
  - Capteur motorisé pour suivre les déplacements
- Champ de vision :
  - Champ de vision horizontal : 57 degrés
  - Champ de vision vertical : 43 degrés
  - Marge de déplacement du capteur : ± 27 degrés
  - Portée du capteur : 1,2 m – 3,5 m (à partir de 50 cm pour la version Kinect V2 pour Windows[14])
- Flux de données :
  - 320 × 240 en couleur 16 bits à 30 images par seconde
  - 640 × 480 en couleur 32 bits à 30 images par seconde
  - Audio 16 bits à 16 kHz
- Système de reconnaissance physique :
  - Jusqu’à 6 personnes et 2 joueurs actifs (4 joueurs actifs avec le SDK 1.0)
  - 20 articulations par squelette
  - Application des mouvements des joueurs sur leurs avatars Xbox Live
- Audio :
  - Chat vocal Xbox Live et chat vocal dans les jeux (nécessite un compte Xbox Live Gold)
  - Suppression de l’écho
  - Reconnaissance vocale multilingue (pour les français, cette fonction est disponible depuis le 6 décembre 2011 via une MàJ de la Xbox [15]).

## Critiques

### Négatives
- De nombreuses critiques se sont élevées sur Kinect, principalement au sujet d'un temps de latence et d'un manque de précision. Durant le développement du périphérique, les journalistes n'ont pas eu le droit de filmer l'accessoire à l'E3 2010, ce qui fut interprété négativement dans le monde journalistique, la société Microsoft étant soupçonnée de ne pas présenter un produit opérationnel[16].
- Des joueurs ont peur de se retrouver avec des jeux dits « casuals »[17], donc tout public, développés pour un public de masse[18], seuls jeux présentés jusqu'à présent.
- Lors de la sortie, le périphérique était dépourvu de plusieurs fonctionnalités :
  - Le contrôle vocal ne s'est fait initialement qu'en langue anglaise, espagnole et japonaise. Seuls les pays parlant ces langues ont pu bénéficier en premier du contrôle vocal. Les langues françaises, allemandes et italiennes pour les pays de l'Europe ne sont présentes que depuis le 6 décembre 2011[15].
  - La possibilité de scanner un objet de la vie réelle pour transposer numériquement n'était pas disponible à la sortie[19].

Les deux concurrents de Microsoft se sont intéressés à la technologie et auraient décidé de ne pas l'utiliser : d'après leurs déclarations, Sony a eu l'idée de développer cette même technologie (en partant de la PlayStation Eye) mais trouve le système trop cher, peu fiable, et limité dans son utilisation tandis que Nintendo aurait tout simplement refusé l'offre de partenariat avec l'entreprise qui proposait cette technologie pour des raisons de coût et de fiabilité. Ces rumeurs sont à prendre avec des pincettes, les concurrents de Microsoft n'étant pas là pour lui faire de la bonne publicité.

### Positives
- La caméra utilise un capteur de profondeur ce qui permet de l'utiliser dans l'obscurité
- Microsoft et les studios lui appartenant ont annoncé qu'il y aurait des jeux non-casuals : (notamment Star Wars Kinect, développé par LucasArt)[22].
- Microsoft a développé un SDK pour pouvoir utiliser Kinect sur PC sous Windows 7 et 8. La sortie de la version béta était prévue pour le 16 mai 2011 [23]. La version 1 a été publié le 1er février 2012 sous le nom de Kinect for Windows avec quelques améliorations dont le near mode permettant d'améliorer la précision à courte distance[24].
- Kinect est devenu avec le temps une solution à bas coût pour pratiquer de la capture de mouvement gestuelle et faciale ; l'utilisation de plusieurs Kinect simultanément permet en effet d'obtenir un résultat proche de celui des systèmes professionnels.

## Pilote libre
Le 4 novembre 2010, Adafruit Industries (un magasin de matériel électronique DIY proche du mouvement hackerspace) a annoncé l'ouverture d'un concours visant à produire un pilote de périphérique libre pour Kinect. L'entreprise s'engageait alors à récompenser à hauteur de 1 000 Dollars américains la première personne ou équipe qui publiera (sur github) un pilote pour Kinect selon les termes d'une licence de logiciel libre. L'information a été reprise par CNet sous la forme d'une brève, qui fut par la suite mise à jour avec la réponse de Microsoft. Le constructeur du Kinect affirme qu'il ne tolère aucune modification de ses produits, qui sont commercialisés avec des technologies visant à empêcher la rétro-ingénierie (type DRM). À la suite de cette réaction de Microsoft, Adafruit Industries a triplé le montant de la récompense pour lui faire atteindre 3 000 dollars américains.
Le 10 novembre 2010, Adafruit Industries annonce sur son site qu'un driver totalement opensource est disponible. Il a été développé par Hector Martin (alias Marcan), un hacker qui s'est déjà démarqué dans diverses scènes de hack, sur Wii avec la création de la Homebrew Channel, du BootMii (en), et dans la participation au développement de plusieurs exploits (Twilight Hack, Indiana Pwns), ainsi que plus récemment dans le hack PS3 avec la team fail0verflow .
À la suite de la mise au point de ce pilote Open source, un spécialiste des jeux en 3D, ThriXXX a mis au point une démo de jeu pornographique.
Le driver a également été porté sur le système d'exploitation Robot Operating System, ce qui permet entre autres de développer des applications de reconnaissance d'image pour le robot PR2.

## Jeux compatibles avec Kinect

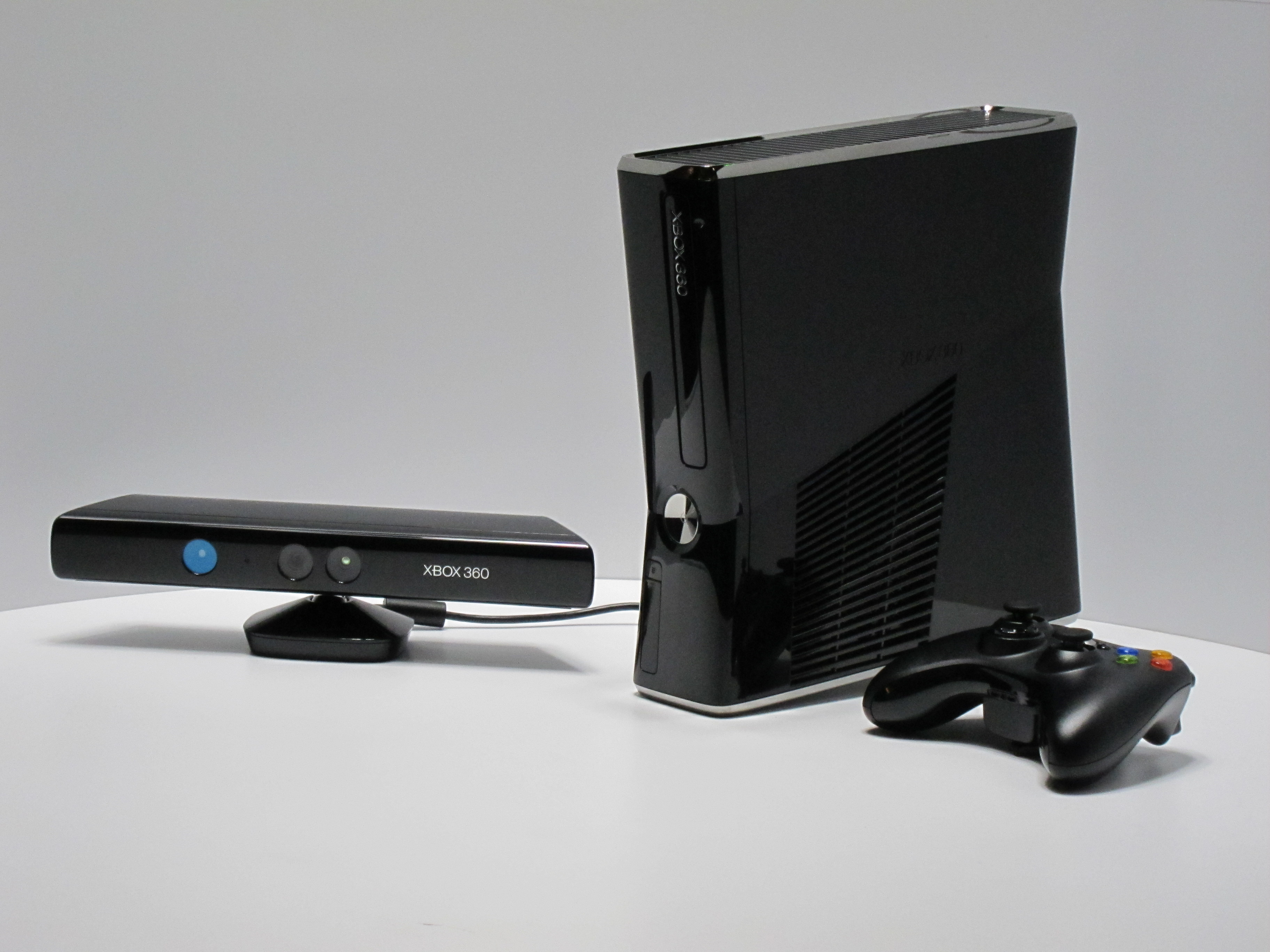
Présentation de Kinect accompagné de la Xbox 360 version allégée au salon de l'E3 2010.

Le lancement de Kinect a eu lieu le 10 novembre 2010,:

### Jeux du lancement
- Kinect Adventures : 20 activités seront contenues dans ce jeu comme du rafting, des courses d’obstacles dans des environnements exotiques. ⇒ 10 novembre 2010
- Kinectimals : semblable à EyePet, jeu d'interaction avec des animaux[35]. ⇒ 10 novembre 2010
- Kinect Joy Ride : un Mario Kart-like style cartoon dans un décor de Monument Valley. ⇒ 10 novembre 2010
- Kinect Sports : semblable à Wii Sports et Sports Champions. Sports disponibles : beach-volley, football, ping-pong, bowling, boxe, athlétisme et courses de haies[36]. ⇒ 10 novembre 2010
- Dance Central : Jeu de danse édité par MTV Games et développé par Harmonix Music Systems. ⇒ 10 novembre 2010
- Your Shape: Fitness Evolved : Jeu de fitness semblable à Wii Fit édité par Ubisoft. ⇒ 10 novembre 2010
- Fighters Uncaged : Jeu de boxe, combat, édité par Ubisoft. ⇒ 10 novembre 2010
- MotionSports : Jeu de sports, édité par Ubisoft.
- Sonic Free Riders : Jeu de la licence Sonic basé sur les jeux Sonic Riders, édité par Sega. ⇒ 10 novembre 2010
- Harry Potter et les Reliques de la Mort : Première Partie : Jeu édité par Electronic Arts et compatible Kinect.
- Dance Evolution : Jeu de danse créé par Naoki Maeda, édité par Konami. ⇒ 10 novembre 2010
- EA Sports Active 2 : Jeu de fitness édité par Electronic Arts[37].
- Zumba Fitness : Des exercices de fitness, édité par Majesco Entertainment.
- Avatar Kinect : Réseau social Kinect, détecte vos mouvements et les retransmet en avatar.
- Fruit Ninja Kinect : Jeu développé par Halfbrick.

### Autres jeux disponibles
- Sports Island Freedom : Jeu de sports, développé et édité par Hudson Soft, sorti le 25 novembre 2010.
- Dance Paradise : Jeu de danse, édité par Mindscape, sorti le 24 novembre 2010.
- Dr. Kawashima's Body and Brain Exercises : Jeu proposant des exercices cérébraux, édité par Namco Bandai, sorti le 10 février 2011.
- Michael Jackson: The Experience : Jeu de danse, développé par Ubisoft, sorti en avril 2011.
- Child of Eden : Une suite spirituelle à Rez, édité par Ubisoft.
- Forza Motorsport 4 : Jeu de simulation de course automobile édité par Microsoft, sortie le 14 novembre 2011.
- Minecraft : Jeu de construction type bac à sable développé par Mojang sorti fin novembre 2011.
- Kinect Disneyland Adventures : Jeu d'aventures basé sur Disneyland.
- Kinect Star Wars : Jeu de sabre laser sorti début 2012.
- Carnival Games: In Action : Mini-jeux de la série Carnival, édité par 2K Games.
- Just Dance 4 : Jeu de danse sorti fin 2012.
- Blackwater : FPS développé par Zombie Studios, 2011

### Jeux en développement
- Project Draco : Un projet de Yukio Futatsugi, créateur des premiers Panzer Dragoon et de Phantom Dust.
- Haunt : Un projet du créateur de PaRappa the Rapper.
- Steel Battalion: Heavy Armor : La suite du jeu de mecha sorti sur la première Xbox.
- Rise of Nightmares : Un titre horrifique créé par Sega.
- Codename D : Un projet de Suda 51 édité par Microsoft Games.

## Applications
Kinect a rapidement trouvé d'autres applications que le secteur vidéoludique. La technologie intéresse la communauté scientifique et devrait être amené à se développer dans des secteurs comme l'industrie robotique.
Une rumeur dit que les Forces armées de la République de Corée utilisent une version modifiée du logiciel pour surveiller la zone démilitarisée depuis août 2013. C'est peu probable, puisque la portée de la caméra IR ne dépasse pas quelques mètres.
La SNCF développait en 2012 une borne libre-service exploitant la technologie.
Le projet de Bac à sable augmenté de l'université de Californie (UC's Davis) utilise une Kinect pour créer une interaction en temps réel avec la topographie d'un terrain, afin de démontrer les phénomènes de bassin-versant en temps réel (ARSandBox).
Le robot humanoide français InMoov utilise Kinect comme module infra-rouge pour détecter les obstacles.